# Береза-Місто
Береза-Місто (біл. Бяроза-Горад) — зупинний пункт Берестейського відділення Білоруської залізниці в Барановицькому районі Берестейської області. Розташований у місті Береза.